# Алматы 1
Алматы 1 (каз. Алматы-1 ) — железнодорожный вокзальный комплекс Казахстанских железных дорог, расположенный в городе Алма-Ате, в Казахстане.

## История
Первый поезд прибыл в Алма-Ату 19 июля 1929 года. Временный вокзал находился в 9-10 километрах от города.
В 1930 году открыто движение по Туркестано-Сибирской железной дороге, дорога связала Алма-Ату с Сибирью.
Вокзальный комплекс спроектирован в 1974 году архитекторами С. О. Мхиторяном, З. М. Солдатовой и другими.
Здание вокзального комплекса было завершено в 1976 году и позволяло обслуживать до 6,6 тысяч пассажиров в сутки. Здание являлось образцом советской гражданской общественной архитектуры и перекликалось по своему внешнему виду со зданием алма-атинского аэропорта, введённого в эксплуатацию в 1973 году.
Здание отличалось лаконичностью современной архитектурной формой, фасад был отделан витражами с алюминиевыми переплётами. Композиция здания позволила свободно, с учётом технологических требований разместить вокзальные службы (1-й этаж — кассы, 2-й и 3-й — залы ожидания, хозяйственные помещения), ресторан. В подвальном этаже расположены камеры хранения, кафетерий, комнаты бытового обслуживания. Пассажирские платформы связаны со зданием вокзала туннелями. Железнодорожный вокзал Алматы 1 ежедневно обслуживает в среднем около 2,5 тысяч пассажиров.
17 июля 2015 года подходящим к станции автомобильным дорогам областного значения утверждены индексы и названия: КВ-67 Алма-Ата 1 — станция Чемолган — Узунагаш и КВ-69 Алма-Ата 1 — Винсовхоз — Чапаево.
В 2016 отмечалась проблемная загруженность Алматы 1 грузовыми и транзитными составами.
29 ноября 2017 года название станции было изменено с Алма-Ата 1 на Алматы 1. До этого станция была в списке городов с не совпадающими названиями станций Тарифного руководства № 4.
В ноябре 2018 года была завершена реконструкция привокзальной площади, была расширена площадь озеленения и высажено более 40 деревьев, установлены малые архитектурные формы, обновлена облицовка памятника Алиби Жангильдину. Перед самим железнодорожным вокзалом произведено распределение потоков с приоритетом для общественного транспорта, обустроены пешеходные переходы с островками безопасности. Были установлены новые остановочные комплексы.

### Перспективы
В 2013—2020 годах согласно проекту строительства Алма-Атинского метро, к вокзалу Алматы 1 должна была быть построена линия метрополитена, а рядом с ним расположится станция метро «Алматы-1». Проект был заморожен, так как необходимое многомиллиардное финансирование для его реализации было перенаправлено на реализацию маловажных городских проектов: проекта BRT и строительство многочисленных развязок.
Проектировалось к 2030 году строительство линии Жетыген — Казбек-Бек в обход станции для снижения прохождения транзитных грузов через Алма-Ату 1.

## Реконструкция
В 2007 году была проведена капитальная реконструкция здания вокзала, вместо требуемой реставрации согласно Закону Республики Казахстан от 2 июля 1992 года «Об охране и использовании объектов историко-культурного наследия», которая в результате кардинально изменила внешний и внутренний облик здания вокзала, являющегося на тот момент памятником архитектуры.

## Памятник архитектуры
26 января 1984 года исполнительный комитет Алма-Атинского городского совета народных депутатов включил здание железнодорожного вокзала в список памятников истории и культуры города Алма-Аты.
В 2010 году здание железнодорожного вокзала не вошло в утверждённый акиматом и маслихатом Алма-Аты новый список памятников истории и культуры города, а в 2012 году исключено из республиканского списка.

## Памятник Алиби Джангильдину
В 1975 году, в сквере на привокзальной площади станции Алма-Ата 1 был воздвигнут памятник революционеру и участнику гражданской войны Алиби Тогжановичу Джангильдину. Скульпторами монумента стали Т. С. Досмагамбетов и О. Прокопьева, архитектором постамента был Ш. Валиханов. В следующем, 1976 году, эта работа было удостоена Государственной премии Казахской ССР. Памятник, согласно КНЭ, органично вписывается в архитектурный ансамбль привокзальной площади.
Скульптурное изображение деятеля революции выполнено в полный рост, отлито в бронзе, возвышается на высоком сложном постаменте из полированного чёрного гранита габбро с орнаментальным поясом. Фигура исполнена энергичного движения, передает целеустремленность и волевой характер личности. Общая высота памятника с постаментом составляет 11 метров.
На постаменте расположена надпись: «Əліби Жанкелдин».
4 апреля 1979 года было принято решение исполнительного комитета Алма-Атинского городского совета народных депутатов № 139 «Об утверждении списка памятников истории и культуры города Алма-Аты», в котором было указан монумент Алиби Джангильдину. Решением предусматривалось оформить охранное обязательство и разработать проекты реставрации памятников.
26 января 1982 года памятник был включён в список памятников истории и культуры республиканского значения Казахской ССР.